# Grimaldo
Pour l'homme d'État espagnol du XVIIIe siècle, voir José de Grimaldo.
Grimaldo, en français Grimaud, amiral et homme d'État génois à l'époque des premières Croisades, est la tige de la maison souveraine des Grimaldi, dont les descendants règnent actuellement sur la principauté de Monaco.

## Biographie
Grimaldo aurait été le fils d'Otto Canella, mais ne portait cependant aucun nom patronymique.
Il est consul de la Commune de Gênes en 1162, 1170 et 1184, et la représente notamment auprès de l'empereur Frédéric Barberousse, ainsi qu'auprès de l'empereur byzantin. Il a pour successeur, son fils ou petit-fils Oberto Grimaldi, amiral de la flotte génoise à Damiette, mort en 1252.